# Ipu (tiểu vùng)
Ipu là một tiểu vùng thuộc bang Ceará, Brasil. Tiều vùng này có diện tích 4218 km², dân số năm 2007 là 135081 người.